# 萬惡城市2：紅顏奪命
《萬惡城市2：紅顏奪命》（英語：Sin City: A Dame to Kill For）是一部於2014年上映電影。為2005年《罪恶之城》的續集，根據法蘭克·米勒（Frank Miller）的圖像小說改編。導演勞勃·羅瑞格茲表示電影的主題將以原著的「紅顏奪命」（A Dame To Kill For）章節為中心，並且包含由法蘭克·米勒編寫的新故事情節。美国于2014年8月22日上映。

## 演員
- 米基·洛克 飾 馬文（Marv）
- 潔西卡·艾巴 飾 南西·克拉罕（Nancy Callahan）
- 喬瑟夫·高登-李維 飾 強尼（Johnny）
- 喬許·布洛林 飾 杜威·麥卡錫（Dwight McCarthy）
- 鮑爾斯·布思 飾 洛克議員（Senator Roark）
- 鄭智麟 飾 美穗（Miho）
- 蘿莎瑞·道森 飾 蓋爾（Gail）
- 潔米·金 飾 歌蒂／溫蒂（Goldie/Wendy）
- 丹尼斯·海斯伯特 飾 馬努特（Manute）
- 麥可·麥德森 飾 鮑伯（Bob）
- 伊娃·格蓮 飾 愛娃·羅德（Ava Lord）
- 朱莉亚·加德纳 飾 瑪西（Marcie）
- 朱諾·坦普爾 飾 莎莉（Sally）
- 布魯斯·威利 飾 約翰·哈蒂根（John Hartigan）
- 女神卡卡 飾 貝莎（Bertha）
- 阿麗夏·維加 飾 吉爾達 又名:艾莉克絲·薇佳（Gilda/Alexa Vega）
- 克里斯多福·洛伊德 飾 克羅尼格（Kroenig）

## 製作
新的故事將圍繞在南西·克拉罕（潔西卡·艾巴飾演）上。根據米勒表示，劇情會交織出「A Dame To Kill For」中的內容，並且表現「南西全新的一面」。目前沒有更多的故事劇情透露，但法蘭克·米勒也表達了想在電影中加入《萬惡城市》中的其他短篇故事，其中包括「Blue Eyes」，以及新角色戴莉雅（Delia）。

## 發行

### 评价
在烂番茄基於119條評論新鲜度为43%，Metacritic媒体综评44分，評價不一、口碑一般。

### 票房
美国首周末票房慘不忍睹，只有648万美元(2005年「萬惡城市」首週票房為2912萬美元)，列第八位。

## 外部連結
- 互联网电影数据库（IMDb）上《Sin City 2》的资料（英文）
- 爛番茄上《Sin City: A Dame to Kill For》的資料（英文）
- Box Office Mojo上《Sin City: A Dame to Kill For》的資料（英文）
- AllMovie上《Sin City: A Dame to Kill For》的资料（英文）
- Metacritic上《Sin City: A Dame to Kill For》的資料（英文）